# Anders Petterson (byggmästare, Östra Ämtervik)
Anders Petterson (även stavat Pettersson och Petersson), född 10 juli 1843 i Östra Ämterviks socken, död 9 oktober 1913 i Hedvig Eleonora församling, var en svensk byggmästare.

## Biografi
Petterson kom som så många andra unga hantverkare till Stockholm för att söka lyckan i den omfattande byggverksamheten i huvudstaden under 1800-talets slut, huvudsakligen initierad av Lindhagenplanen. Det var ofta bondsöner från landsbygden som lärt sig snickra och mura för husbehov och sedan i Stockholm med flit och affärssinne arbetat upp sig till byggmästare. Affärsidén var att förvärva tomter, bebygga dem och sälja med vinst, som finansierade nästa projekt. Även Petterson uppträdde både som byggherre och byggmästare. Petterson flyttade till Stockholm 1882 och blev godkänd av byggnadsnämnden den 25 februari 1891. Han ägde under några år fastigheten Sergeanten 2 som han uppförde 1896–1897 på uppdrag av storbyggmästaren Oscar Herrström och efter ritningar av arkitekt Anders Höög (planer) och arkitektkontoret Kjellberg & Dorph (fasader)..

## Uppförda byggnader (urval)
Här uppges ursprungliga, vid tiden gällande gatuadresser och fastighetsbeteckningar.
- Karlavagnen 16, Vegagatan 7 (1884-1885)
- Härolden 32, Kungsgatan 46 (1888-1889)
- Taktäckaren 8, Kungstensgatan 18 (1890-1891)
- Kasernen 11, Torstenssonsgatan 13 (1890-1891)
- Kasernen 7, Grev Magnigatan 18 (1891-1892)
- Kasernen 13, Torstenssonsgatan 9 (1894-1895)
- Lägret 2, Torstenssonsgatan 8 (1895-1896)
- Sergeanten 2, Torstenssonsgatan 4 (1896-1897)
- Sergeanten 5, Banérgatan 3 (1896-1897)
- Härolden 33, Kungsgatan 48 (1896-1897)
- Klippan 6, Skeppargatan 7 (1898-1899)

### Bilder, arbeten i urval

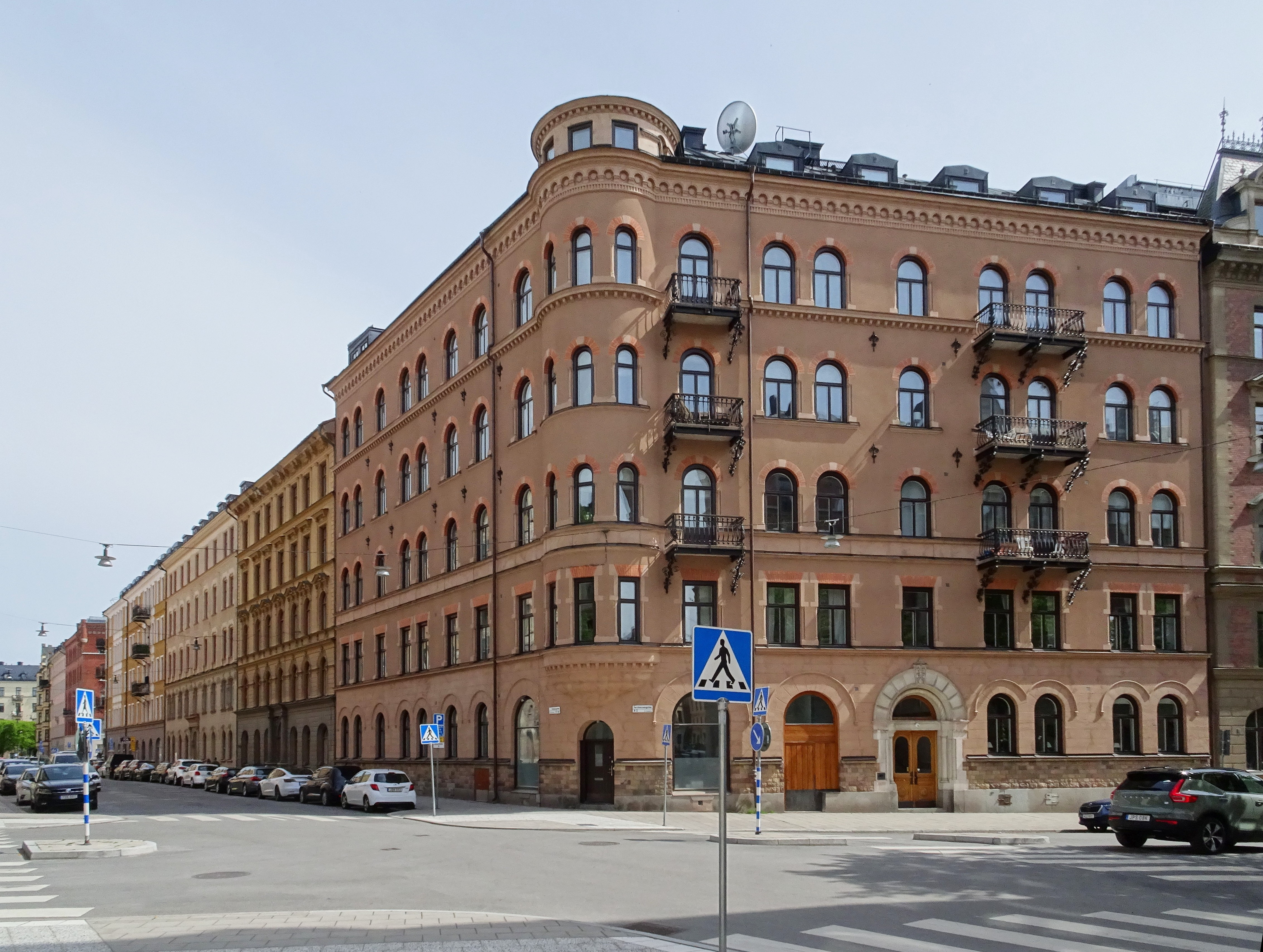
Sergeanten 2.
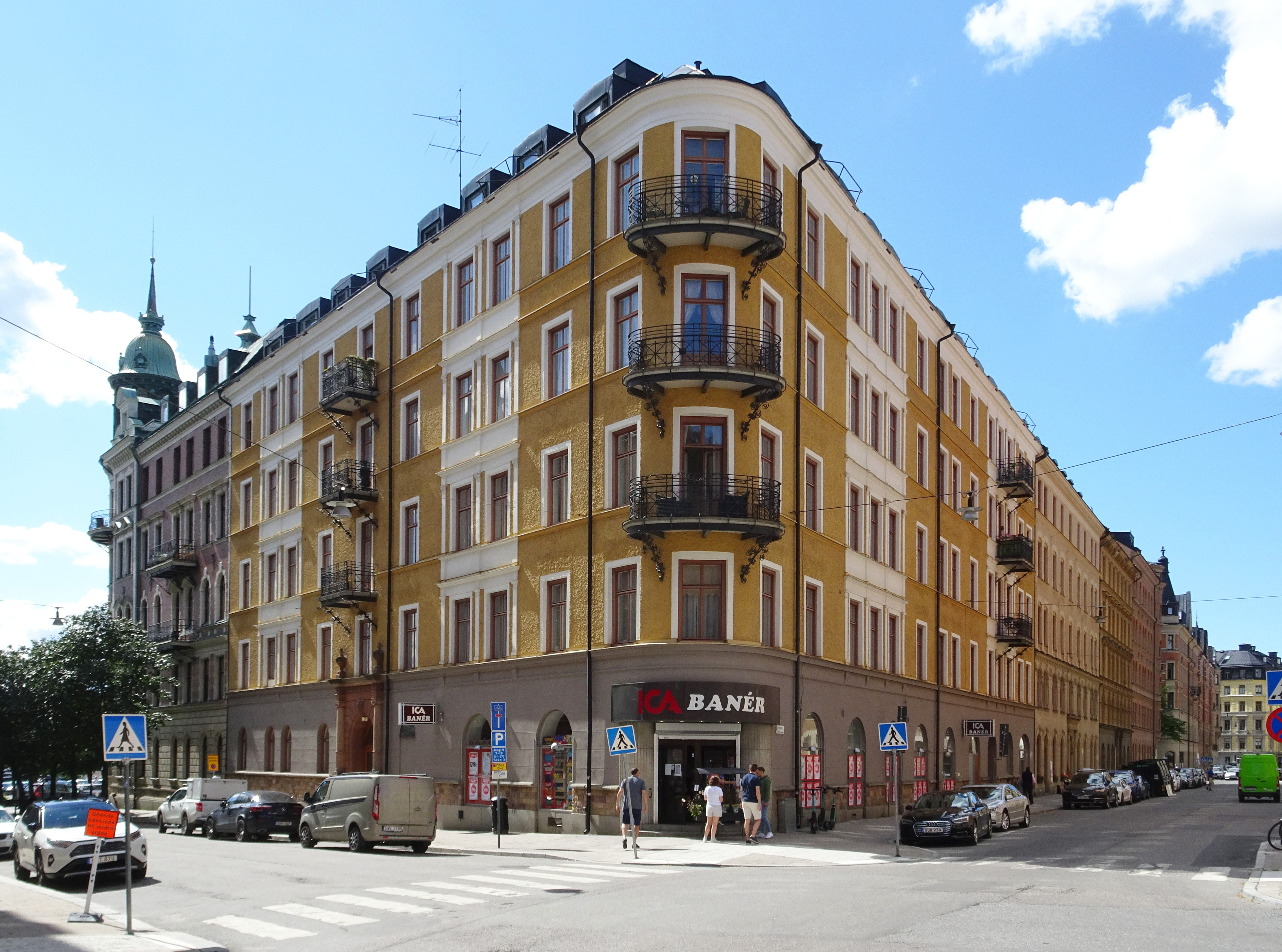
Sergeanten 5.
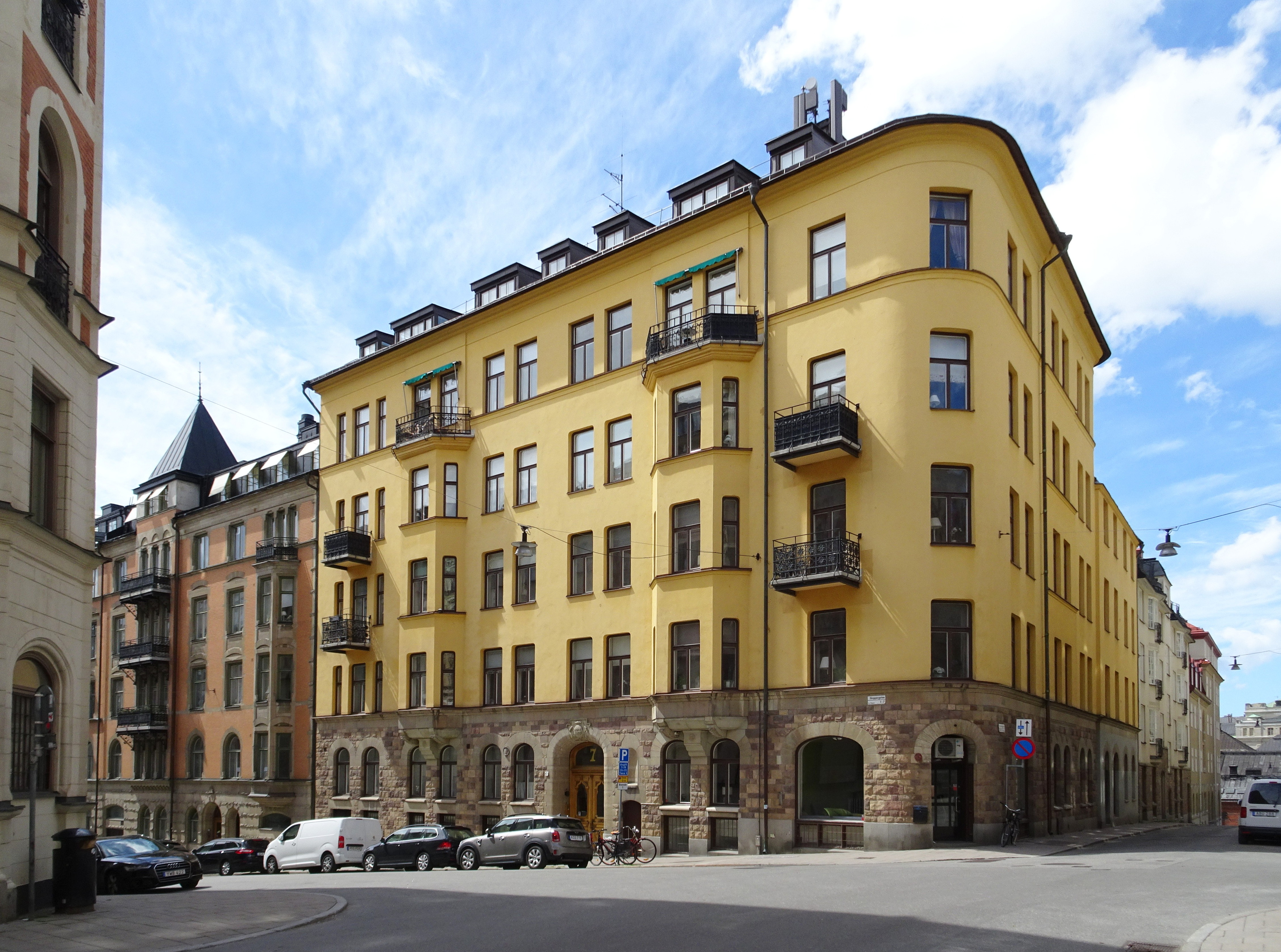
Klippan 6.
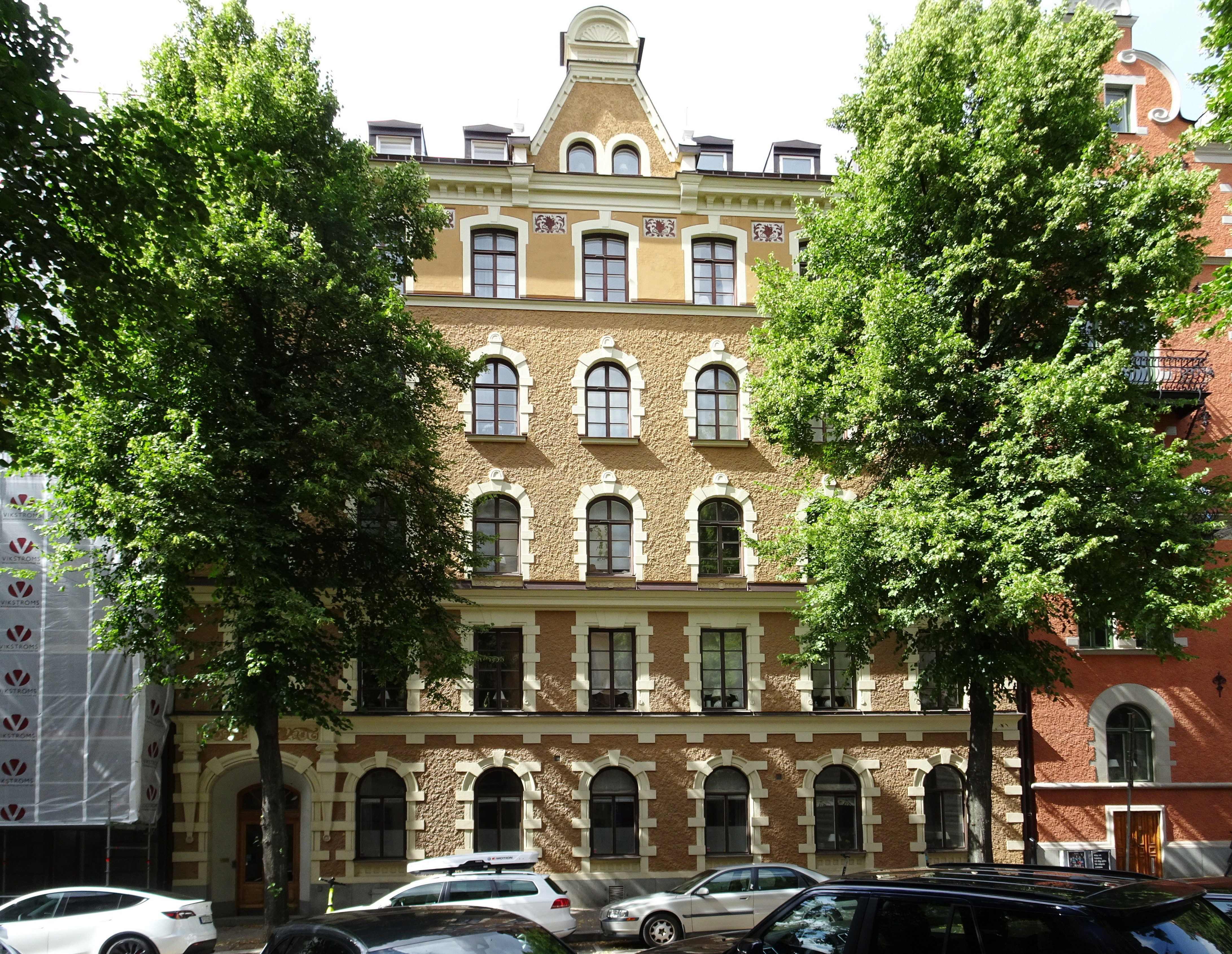
Kasernen 11.